# Moho (vogel)
Moho is een geslacht van zangvogels uit de familie Mohoidae. Deze vogels waren endemisch op Hawaï. De vier soorten zijn sinds het einde van de jaren 1980 uitgestorven. De systematiek van dit geslacht is pas in 2008 met behulp van DNA-onderzoek vastgesteld.

## Beschrijving
Op de IOC World Bird List staan alleen de soorten Moho braccatus en Moho bishopi, die na 1900 zijn uitgestorven. Er zijn twee soorten die eerder uitstierven. Zij leefden van nectar en daarom werden ze lange tijd beschouwd als een geslacht uit de familie Meliphagidae (honingeters). Nader moleculair genetisch onderzoek in 2008 aan museumexemplaren (want levende vogels waren er toen niet meer!) leerde dat deze vogels helemaal niet met de honingeters verwant waren, maar met onder andere de Bombycillidae (pestvogels) en de Ptilogonatidae (zijdevliegenvangers). De smalle kromme snavel om nectar mee op te zuigen is dus een typisch voorbeeld van convergente evolutie en geen bewijs van verwantschap met families van honingzuigende vogelsoorten.

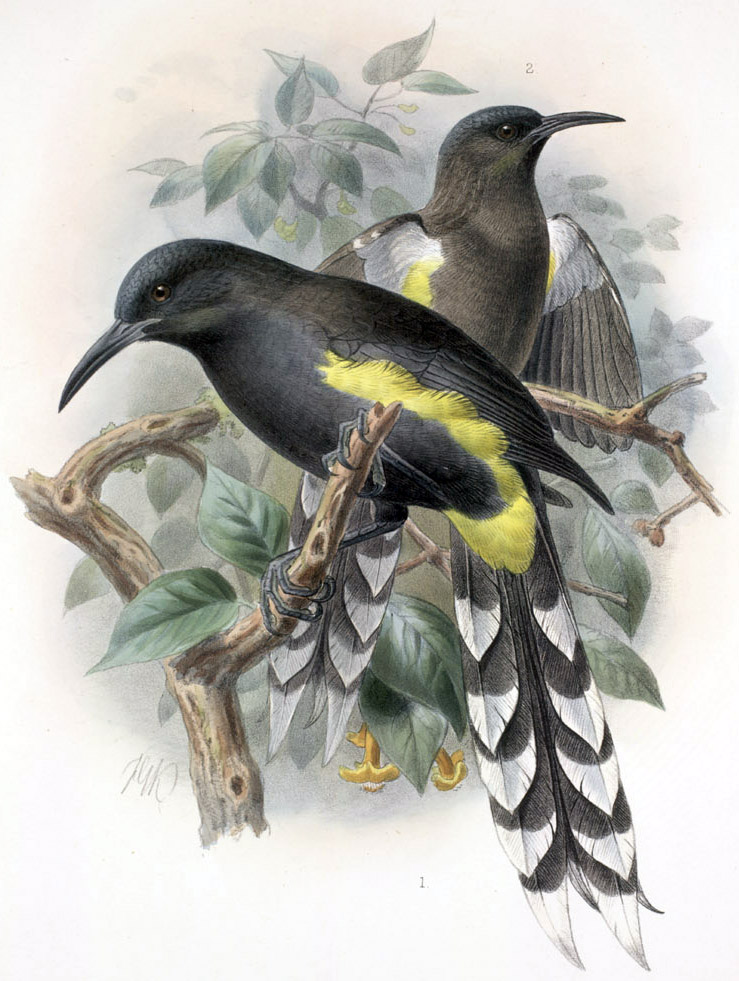
Moho apicalis
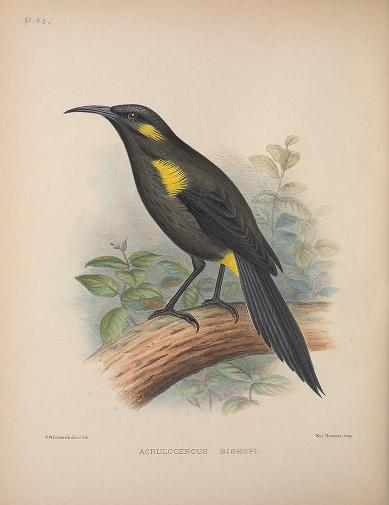
Moho bishopi (Bishops o'O)
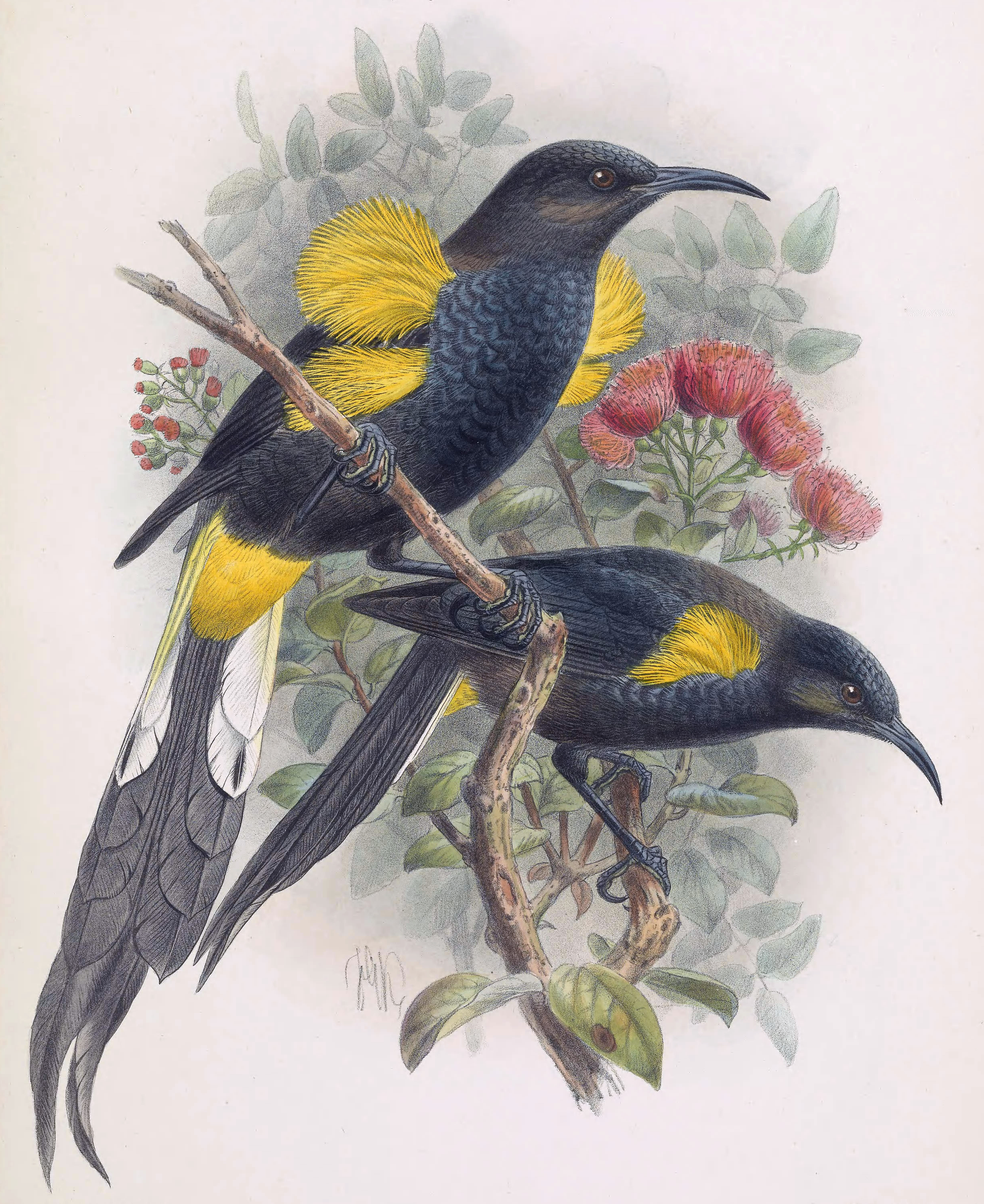
Moho nobilis (Hawaii-o'O)
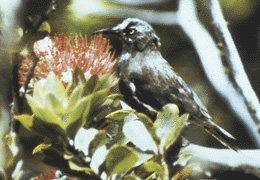
Foto van de rond 1990 uitgestorven Moho braccatus (Kauai-o'O)
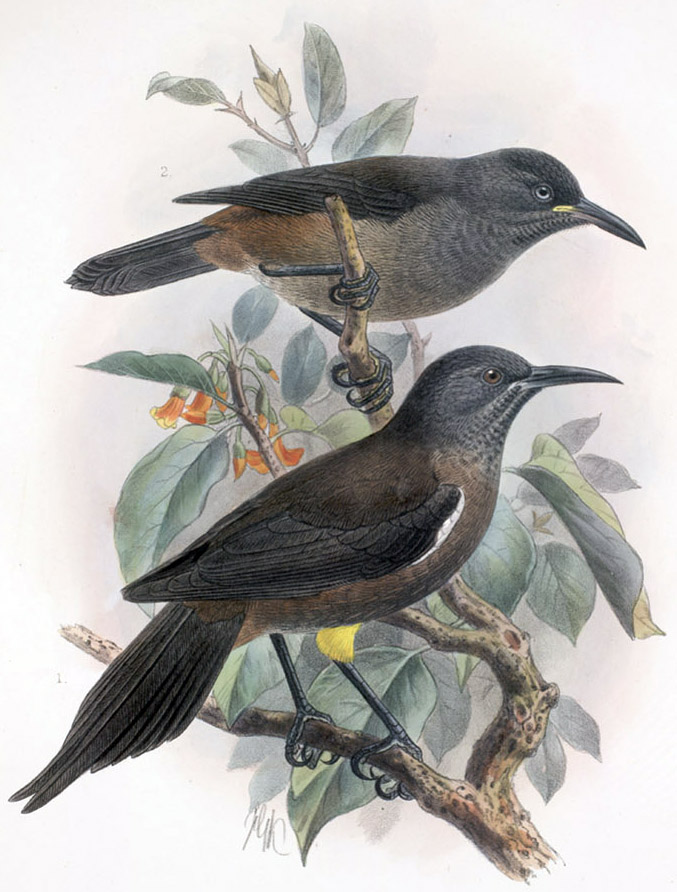
Moho braccatus (Kauai-o'O)
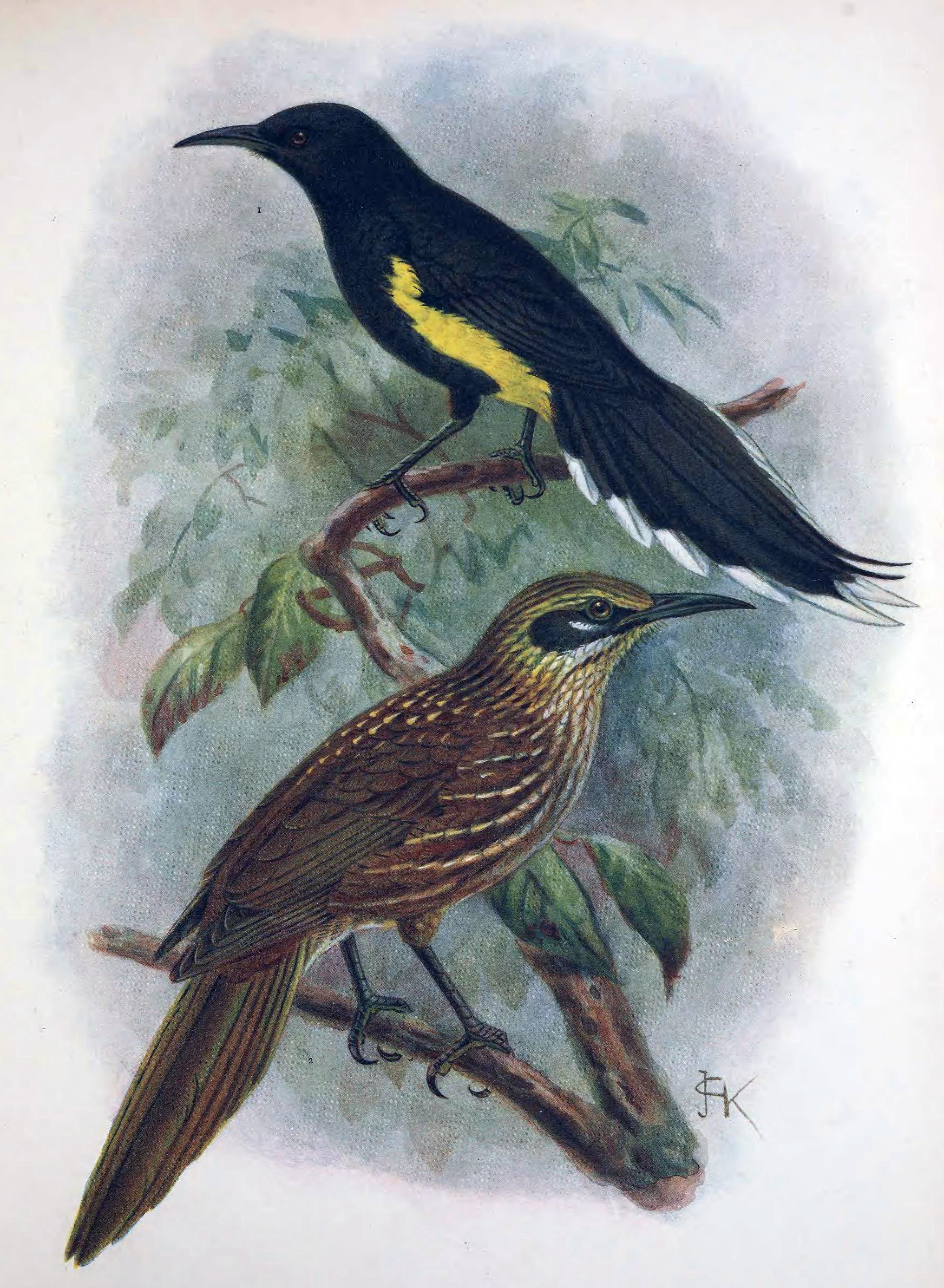
Moho apicalis

## Taxonomie
- † Geslacht Moho
  - † Moho apicalis – Oahu-o'O
  - † Moho bishopi – Bishops o'O
  - † Moho braccatus – Kauai-o'O
  - † Moho nobilis – Hawaii-o'O